# Neiva T-25 Universal
El Neiva T-25 Universal es un avión monomotor biplaza de origen brasileño, diseñado para entrenamiento básico y como avión de ataque a tierra. Fue fabricado por la compañía Sociedade Aeronautica Neiva e introducido al mercado en 1970. Se trata de un avión, monoplano de ala baja cantilever de construcción solo de metales, con capacidad de un tren de aterrizaje retráctil y de lado a lado.

## Diseño y Desarrollo
El Neiva fue diseñado en 1963 como un nuevo entrenador primario para la Fuerza Aérea Brasileña, como un reemplazo para los aviones North American T-6 Texan , Fokker S-11 y S-12 para aquel entonces en uso. El prototipo (Registro PP-ZTW) voló por primera vez el 29 de abril de 1966. La Fuerza Aérea de Brasil ordenó 150 aviones como el Universal T-25, y el aumento de este pedido en 1978 por un adición de 28 aviones más. Una versión más desarrollada (designado el YT-25B Universal II) voló por primera vez el 22 de octubre de 1978 pero no fue puesto en producción.
El Universal también fue adoptado como un avión de contrainsurgencia. Fue reemplazado más tarde por el avión brasileño Tucano, tanto en el entrenamiento avanzado y de ataque, pero se sigue utilizando como un entrenador primario y básico en la Academia da Força Aérea Brasileira (Academia de la Fuerza Aérea Brasileña).
Diez aviones fueron solicitados también por el Ejército de Chile. Estos aviones fueron transferidos más tarde a la Fuerza Aérea de Chile. En 1983, cinco Fach T-25 fueron donados a la Fuerza Aérea Paraguaya.
En 2005, la Fuerza Aérea de Brasil donó seis aviones T-25 a la Fuerza Aérea Paraguaya y otros seis a la Fuerza Aérea Boliviana.

## Operadores
Bolivia
- Fuerza Aérea Boliviana

 Brasil
- Fuerza Aérea Brasileña

 Chile
- Fuerza Aérea Chilena
- Ejército de Chile

 Paraguay
- Fuerza Aérea Paraguaya

### Características generales
- Tripulación: 2, piloto y copiloto entrenador
- Longitud: 8,76 m
- Envergadura: 11,00 m
- Altura: 2,97 m
- Superficie alar: 17,20 m
- Peso vacío: 1.150 kg
- Peso máximo al despegue: 1.700 kg
- Planta motriz:   . cada uno.

### Rendimiento
- Velocidad máxima operativa (Vno): 277 km/h
- Radio de acción: 1.150 km

### Armamento
- Otros: dos puntos de referencia; 7,62 mm vainas de ametralladoras, bombas, cohetes